# Laura Bridgman

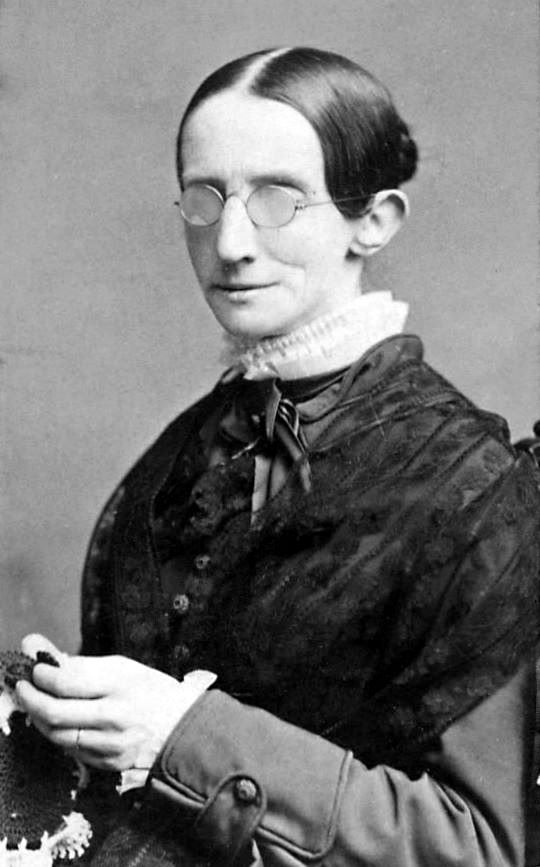
Laura Bridgman

Laura Dewey Bridgman (Hanover (New Hampshire), 21 december 1829 - Boston (Massachusetts), 24 mei 1889) was een Amerikaanse doofblinde vrouw. Zij was de eerste doofblinde persoon die leerde te communiceren en die een normale opvoeding kreeg.
Zij werd geboren als een horend en ziend kind, maar toen zij twee jaar oud werd, werd zij ten gevolge van roodvonk doof en blind. Ze gebruikte een eenvoudige gebarentaal om met haar familie te communiceren, maar als haar familie niet begreep wat ze wilde vertellen werd ze razend en had ze woede-aanvallen.
Op zevenjarige leeftijd ging ze naar het blindeninstituut van Samuel Howe in Boston. Samuel Howe had een heel nieuwe leermethode ontwikkeld. Het kind bevoelde voorwerpen die zij kende - bijvoorbeeld een kopje - met haar linkerhand en tegelijkertijd spelde Howe "c-u-p" in haar rechterhand. Hij gebruikte het vingeralfabet voor de doven. Uiteindelijk begreep Laura dat de letters die zij in haar hand voelde de naam van het voorwerp waren - de doorbraak kwam met het voorwerp sleutel - en zo leerde zij de gebarentaal van de doven te gebruiken.
Zij woonde in het blindeninstituut tot haar dood. Anne Sullivan oefende met Bridgman het lormen en werd later de lerares van de doofblinde Helen Keller.